# 알렉산드르 스타로두베츠
알렉산드르 알렉산드로비치 스타로두베츠(러시아어: Алекса́ндр Алекса́ндрович Стародубец, 1993년 3월 24일 ~ )는 러시아 출신의 대한민국의 바이애슬론 선수이다. 한국명은 한별로, "한국의 별이 되겠다"는 의미를 담고 있다.
2016년 3월 31일 대한민국 법무부로부터 특별귀화 허가를 받아 대한민국 국적을 얻었고, 대한민국 선수들과 함께 훈련했으나 허리 부상으로 2018년 동계 올림픽에 참가하지 못했으며 2017년 대한민국을 떠났다. 이후 재활을 하면서 경북체육연맹 소속으로 복귀했다.